# Carrer de la Cortadura (Tortosa)
El carrer de la Cortadura és un carrer de Tortosa (Baix Ebre) inclòs a l'Inventari del Patrimoni Arquitectònic de Catalunya.

## Descripció

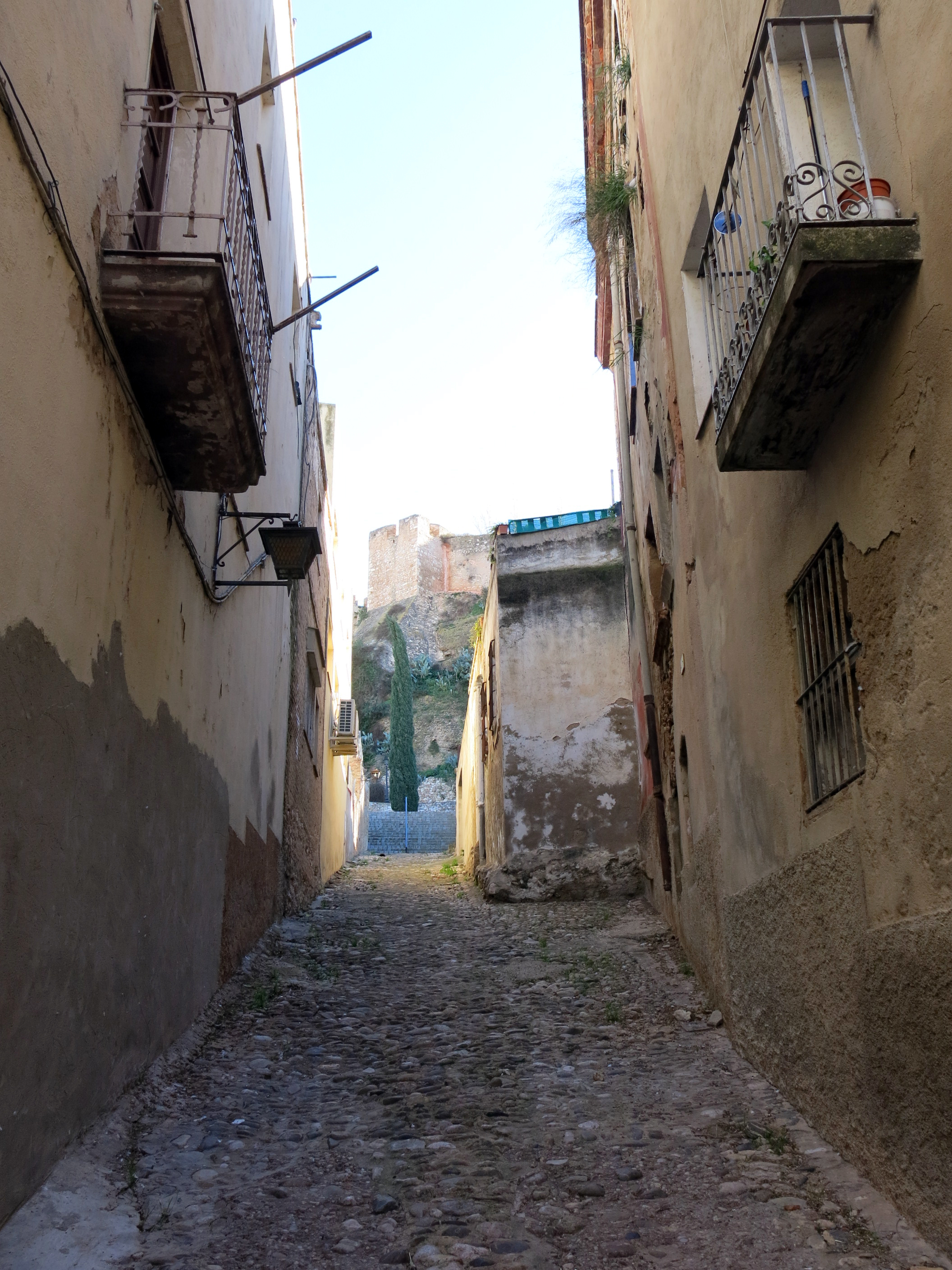
Un altre aspecte de la costa pronunciada que presenta el carrer

Es tracta d'un carreró lateral del carrer Major de Sant Jaume, situat a l'altura on aquest s'eixampla per obrir-se a l'esplanada de Remolins i passa a anomenar-se carrer del Pintor Casanova. A la banda oest queda tallat pel turó de la Suda, encara que actualment el mur d'un pati l'interrompi un tram abans. Els edificis que el componen es troben refets a l'exterior. Es tracta en tots els casos de parts posteriors d'habitatges. Conserva l'empedrat de començament del segle xx, que en alguns sectors s'ha modificat i s'ha adobat. A nivell artístic o constructiu no presenta cap element remarcable. No obstant, interessa perquè és una mostra del tipus de carrer obert després de l'enderroc de la muralla.

## Història
Es troba just a l'extrem del barri de Sant Jaume, sector d'intramurs del barri jueu medieval. El seu traçat és modern en relació amb la resta de carrers del sector, ja que es va obrir just al lloc que havia ocupat el sector corresponent de la muralla del segle XIV, en enderrocar-se aquesta a la darreria del segle xix. Les característiques d'aquesta muralla devien ser similars a les del tram conservat a la banda oest del barri de Remolins, entre el fort de la Suda i el barranc del Célio.